# Meinborn

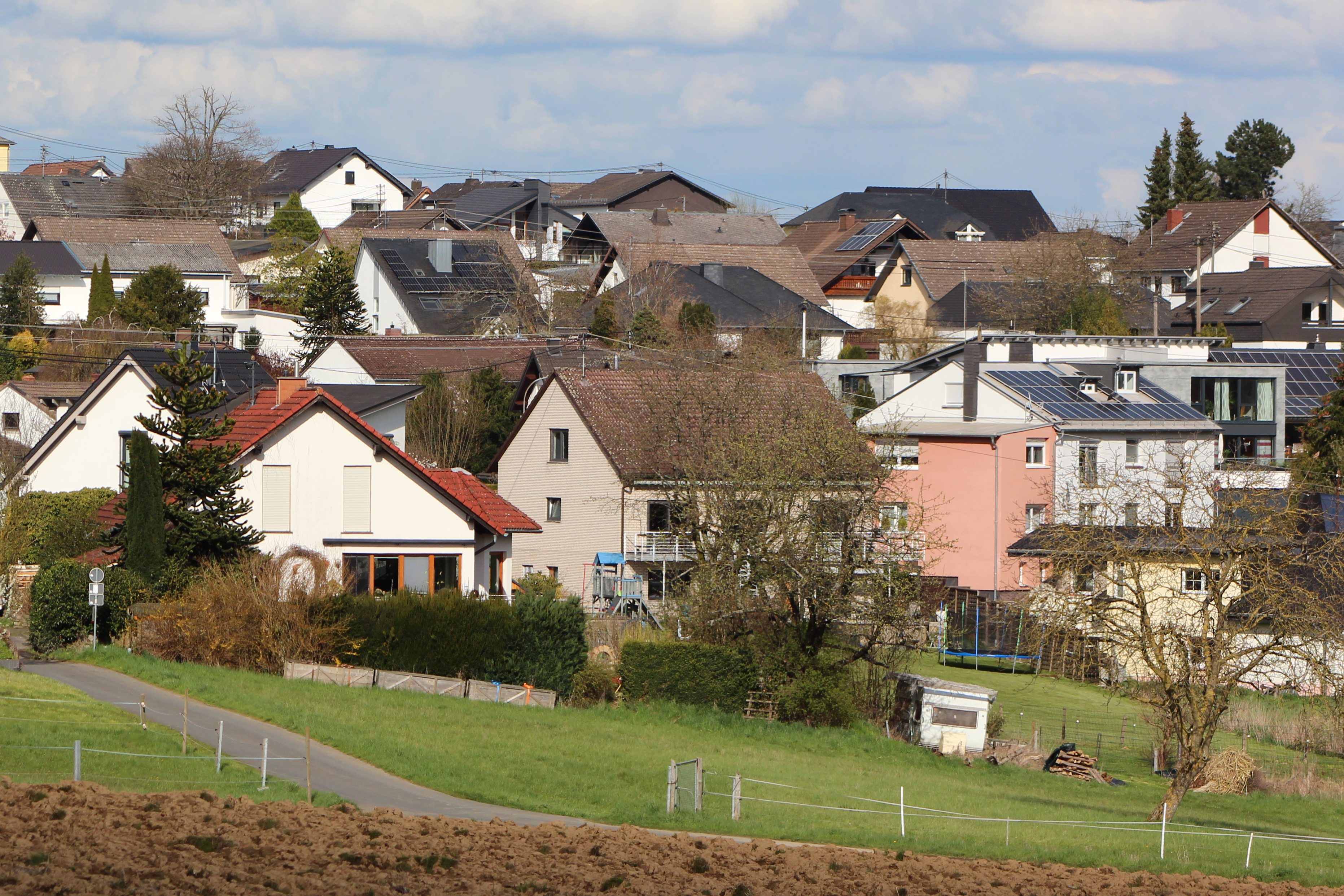
Ansicht von Meinborn

Meinborn (mundartlich: Mämer) ist eine Ortsgemeinde im Landkreis Neuwied im Norden von Rheinland-Pfalz. Sie gehört der Verbandsgemeinde Rengsdorf-Waldbreitbach an.

## Geographie
Der Ort liegt am Rande des Westerwaldes direkt auf der Anhöhe des Neuwieder Beckens im Naturpark Rhein-Westerwald südlich von Rengsdorf.

## Geschichte
Der Ort wird erstmals urkundlich im Jahre 821 als „villa Meineburum in pago Engrisgoe“, als Teil des Engersgau in einer Urkunde Kaiser Ludwigs des Frommen erwähnt. So berichtet die von Kaiser Ludwig ausgestellte Urkunde von einem „einfachen Mann“ (quidam homo) Fulquin genannt, welcher sein Eigengut zur freien Verfügung zurückerhielt, das er einst, als er in den Krieg gegen die Slawen zog, einem kaiserlichen Verwalter treuhänderisch übergeben hatte. Diese typische Übertragung von Eigentum zur Sicherung von Eigenbesitz kann vielerorts im frühen Mittelalter nachgewiesen werden und war in diesem konkreten Fall an die Bedingung geknüpft: „Sollte er lebend zurückkehren, würde er seinen Besitzt zurück erhalten, andernfalls sollte dieser zu seinem Seelenheil gestiftet werden.“ Die Herren von Isenburg, ein alteingesessenes edelfreies Geschlecht, welches bereits 847/868 erstmalige Erwähnung findet, übten in ihrer Funktion als Vögte des Fernbesitzes der Abtei Fulda grundherrschaftliche Rechte aus. Der Fernbesitz resultierte laut einer Urkunde im hessisch-lahngauischen Kartular (ohne Gauangabe) aus der Schenkung einer Berhtrud, welche die Güter im Dorf „Meinabara“ mit drei Huben, davon einer Herrenhube, einem Wald, 15 Hörigen, zwei Joch Acker und drei Wiesen bezifferte. Bruno I (* um 1160 † vor 1210) von Isenburg begründete mit dem Bau einer Burganlage auf dem Braunsberg um 1200 die Linie Isenburg-Braunsberg, die am 5. März 1243 in Absprache mit Pfalzgraf Otto bei Rhein die Rechte an der Grafschaft Wied von ihrem kinderlosen Oheim Lothar von Wied (gest. 1244) zu jeweils gleichen Teilen mit den Herren von Eppstein erben sollten. Die Anteile der Herren von Eppstein wurden jedoch bereits 1306 an die Grafen von Virneburg veräußert. Die Grundherrschaft über Meinborn übten dann bis in die Mitte des 15. Jh. die Grafen von Wied-Isenburg aus. Mit dem Erlöschen des zweiten Grafenhauses im Mannesstamm fällt die Grundherrschaft 1462 an Dietrich IV. von Runkel, den Begründer des dritten Grafenhauses (Wied-Runkel), der mit einer Nichte Wilhelms von Wied-Isenburg verheiratet war. Die Grundherrschaft über Meinborn verblieb bis 1806 bei den Grafen ab 1784 Fürsten zu Wied.

### Bevölkerungsentwicklung
Die Entwicklung der Einwohnerzahl von Meinborn, die Werte von 1871 bis 1987 beruhen auf Volkszählungen:
| Jahr | Einwohner |
| 1815 | 171       |
| 1835 | 238       |
| 1871 | 255       |
| 1905 | 254       |
| 1939 | 268       |
| 1950 | 285       |

| Jahr | Einwohner |
| 1961 | 277       |
| 1970 | 301       |
| 1987 | 428       |
| 1997 | 508       |
| 2005 | 495       |
| 2023 | 561       |

## Politik

### Bürgermeister
Helmut Blasius wurde am 24. Juni 2019 Ortsbürgermeister von Meinborn. Bei der Direktwahl am 26. Mai 2019 war er mit einem Stimmenanteil von 78,13 % für fünf Jahre gewählt worden. Er wurde im Juni 2024 wiedergewählt.
Vorgänger von Helmut Blasius war Gerhard Lindner.

### Wappen
Der Ziehbrunnen symbolisiert das Grundwort „born“ des Ortsnamens. Das Grün im Hintergrund des Brunnens stellt die wald- und wiesenreiche Umgebung des Ortes dar. Die beiden roten Balken in Gold sind dem Wappen Bruno I. von Isenburg-Braunsberg (vor 1179 bis vor 1210) entnommen. Die grüne Ähre symbolisiert die Bedeutung der Landwirtschaft in der Gemeinde.

## Kulturdenkmäler
Liste der Kulturdenkmäler in Meinborn

### Alte Kastanie

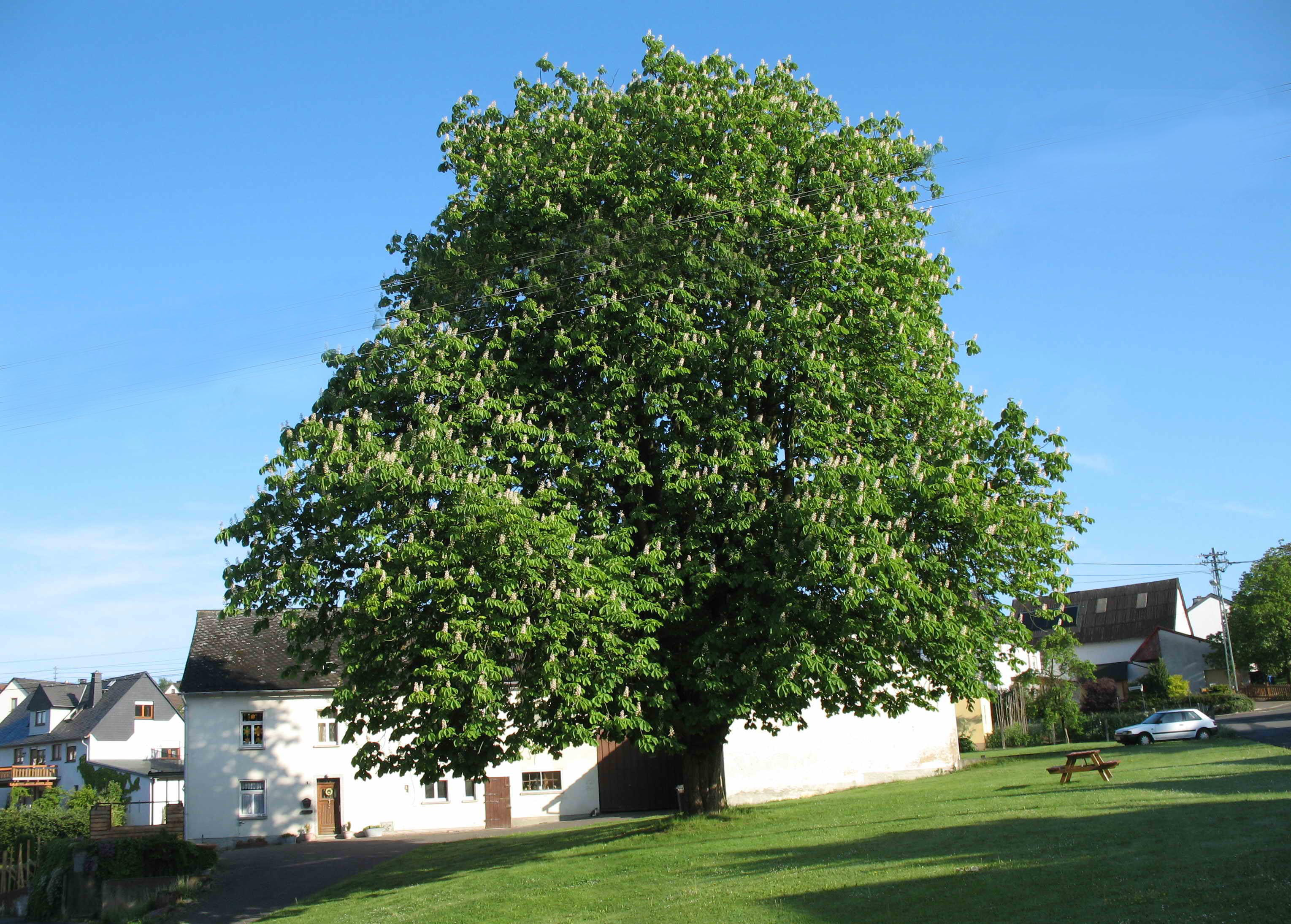
Rosskastanie in Meinborn

In der Dorfmitte gegenüber dem ehemaligen Feuerwehrhaus steht eine alte Rosskastanie. Diese stand früher im Hof des Anwesens „Ammeräsch“, welches 1983 abgerissen wurde. An der Stelle sollte das Dorfgemeinschaftshaus gebaut werden und dafür die alte Kastanie weichen. Doch zum Erstaunen der Meinborner wurde diese von der Kreisverwaltung Neuwied unter Naturschutz gestellt. Damit war die Kastanie gerettet und das Dorfgemeinschaftshaus fand seinen Platz am Dorfrand.

## Vereinsleben
In Meinborn gibt es unter anderem einen Burschenverein, einen gemischten Chor, einen Obst- und Gartenbauverein und die ehemalige Feuerwehr.

## 1200-Jahr-Feier
Die Ortsgemeinde Meinborn kann im Jahr 2021 auf ein Jubiläum zurückblicken. Die erste urkundliche Erwähnung des Ortes stammt aus dem Jahr 821, damit ist Meinborn eine der ältesten Gemeinden im vorderen Westerwald. Dies wird mit einem Festjahr 2021 gefeiert. Hierzu haben sich engagierte Meinborner zu unterschiedlichen Arbeitskreisen zusammengefunden.

## Verkehr
Die nächste Autobahnanschlussstelle ist Dierdorf an der Bundesautobahn 3. Der nächstgelegene ICE-Bahnhof ist in Montabaur an der Schnellfahrstrecke Köln–Rhein/Main.